# Reklamer ja tak
Reklamer Ja tak alternativt Reklamer-jatak er en uafhængig forbruger- og miljøorganisation, der kæmper for at gøre husstandsomdelte-reklamer til et aktivt tilvalg. Organisationen blev startet i februar 2010, og kom på Facebook i marts 2010, hvor de har over 10.000 støtter.

## Arbejde
Reklamer Ja taks arbejde består primært i pressearbejde og i lobbyarbejde  .